# Mathias Norsgaard
Mathias Norsgaard Jørgensen (Silkeborg, 5 de mayo de 1997) es un ciclista profesional danés que compite con el equipo Movistar Team.
Su hermana Emma también es ciclista profesional.

## Palmarés
2017
- Chrono des Nations sub-23

2018
- 3.º en el Campeonato Mundial Contrarreloj sub-23 [2]
- Chrono des Nations sub-23

2019
- 1 etapa del Tour del Porvenir[3]
- Dúo Normando (junto a Rasmus Quaade)

2021
- 3.º en el Campeonato de Dinamarca en Ruta

2022
- Campeonato de Dinamarca Contrarreloj

2023
- Gran Premio Herning

## Resultados en Grandes Vueltas
| Carrera | Carrera         | 2016 | 2017 | 2018 | 2019 | 2020 | 2021 | 2022 | 2023 | 2024 |
| ------- | --------------- | ---- | ---- | ---- | ---- | ---- | ---- | ---- | ---- | ---- |
|         | Giro de Italia  | —    | —    | —    | ―    | —    | —    | ―    | ―    | ―    |
|         | Tour de Francia | —    | —    | ―    | ―    | —    | —    | ―    | —    | ―    |
|         | Vuelta a España | —    | —    | ―    | —    | ―    | ―    | Ab.  | ―    | ―    |

—: no participa

Ab.: abandono

## Equipos
- SEG Racing Academy (2016)
- Team Giant-Castelli (2017)
- Riwal (2018-2019)
  - Riwal CeramicSpeed Cyclng Team (2018)
  - Riwal Readynez Cycling Team (2019)
- Movistar Team[4] (2020-)